# Disc Alderson

Ilustrație schematică a unui disc Alderson

Un disc Alderson (numit după Dan Alderson, inventatorul său) este o megastructură astronomică artificială ipotetică, precum Ringworld-ul lui Larry Niven și sfera Dyson. Discul este un platou uriaș cu o grosime de câteva mii de kilometri. Soarele s-ar afla în gaura din centrul discului. Perimetrul exterior al unui disc Alderson ar fi aproximativ echivalent cu orbita lui Marte sau Jupiter. Conform propunerii, un disc suficient de mare ar avea mai multă masă decât Soarele său.
Gaura ar fi înconjurată de un zid înalt de o mie de mile pentru a împiedica atmosfera să plutească în derivă spre Soare. Marginea exterioară nu ar necesita un zid.
Tensiunile mecanice din interiorul discului ar depăși cu mult ceea ce poate suporta orice material cunoscut, relegând astfel o astfel de structură în domeniul ingineriei exploratorii până când știința materialelor și a construcțiilor va deveni suficient de avansată. Construirea unei megastructuri de o asemenea magnitudine ar necesita o cantitate de material care depășește cu mult cantitatea de material găsită în sistemul solar.
Viața ar putea exista pe ambele părți ale discului, deși viața în imediata apropiere a Soarelui ar fi imposibilă fără o protecție termică suficientă. În schimb, ființele care locuiesc departe de Soare ar îngheța fără echipamentul de încălzire necesar. Prin urmare, pentru ca o astfel de structură să fie locuibilă în întregime, ar trebui să includă un număr mare de sisteme de susținere a vieții. Chiar și fără astfel de sisteme, suprafața locuibilă ar fi echivalentă cu zeci până la sute de milioane de Pământuri.
Deoarece Soarele rămâne staționar, nu există un ciclu zi/noapte, ci doar un amurg perpetuu. Acest lucru ar putea fi rezolvat forțând Soarele să se deplaseze în sus și în jos în interiorul discului, luminând o parte și apoi cealaltă.

## În cultura populară
În 1974, scriitorul de science-fiction Larry Niven a sugerat că un disc Alderson „ar fi un loc minunat pentru a pune în scenă un roman gotic sau un roman sabie și vrăjitorie. Atmosfera este potrivită, iar acolo există monștri adevărați”. Deoarece zona locuibilă de către oameni este „relativ îngustă” (5% mai aproape și mai departe decât orbita actuală a Pământului ar oferi o suprafață de 50 de milioane de ori mai mare decât cea a Pământului), discul (și costul construcției sale) ar putea fi împărțit cu extratereștrii de pe planete mai calde și mai reci. Pe parcursul unor perioade lungi de timp, formele de viață ar evolua pentru a coloniza regiunile slab populate dintre acestea. „Dacă civilizația ar cădea, lucrurile ar putea deveni stranii și interesante”.
Un disc Alderson (Godwheel) a fost o caracteristică proeminentă a Ultraverse-ului Malibu Comics. Godwheel era împărțit între două societăți, una care folosea tehnologia și una care folosea magia (fiecare ocupând propria sa parte a discului). Larry Niven a proiectat Godwheel și a scris povestiri în jurul anumitor evenimente de pe ea.
Rak Mesba este un disc Alderson parțial străvechi extraterestru în Brațul lui Orion, într-un proiect online de construcție a unei lumi science fiction cu autori multipli.
O planetă în formă de disc asemănătoare cu un disc Alderson (deși mult mai mică) a servit drept lume natală a cadrului (sau „cosmului”) fantastic „Aysle” al jocului de rol Torg al West End Games. Spre deosebire de discul Alderson, „lumea-discul” Aysle funcționează conform fizicii fantastice, inclusiv un „plan gravitațional” care împarte discul lateral, astfel încât părțile opuse „cad” spre plan. Lumea-discul din Aysle avea un Soare oscilant și mai multe straturi interioare. Ambele părți ale discului erau locuite, la fel ca straturile interne.
În cartea lui Charles Stross, Missile Gap, o copie a întregului Pământ (împreună cu copii ale multor alte planete) este plasată pe un disc Alderson construit în jurul unei găuri negre de către forțe necunoscute.
Romanul Empress of the Sun al lui Ian McDonald prezintă o versiune a sistemului solar dintr-un univers paralel, în care creaturi evoluate din dinozauri i-au transformat toată masa într-un disc Alderson (cu un soare care se mișcă).
În romanul științifico-fantastic Strata al lui Terry Pratchett, conceptul de disc Alderson este adus în discuție de protagonistul Kin Arad, ca explicație pentru misteriosul „Pământ plat” care este în centrul poveștii.
În „Gigastructural Engineering & More”, un mod popular al jocului 4X Stellaris, discul Alderson este prezentat ca o megastructură construibilă locuită de jucător.
În jocul „Honkai: Star Rail”, planeta Penacony este de fapt o megastructură artificială mare, asemănătoare unei stații spațiale, care găzduiește un hotel înconjurat de două mici discuri Alderson care orbitează în jurul său.